# Міклеш
Міклеш (пол. Miklesz) — село в Польщі, у гміні Злочев Серадзького повіту Лодзинського воєводства.
Населення — 148 осіб (2011).
У 1975-1998 роках село належало до Серадзького воєводства.

## Демографія
Демографічна структура станом на 31 березня 2011 року:
|          | Загалом | Допрацездатний вік | Працездатний вік | Постпрацездатний вік |
| -------- | ------- | ------------------ | ---------------- | -------------------- |
| Чоловіки | 83      | 24                 | 52               | 7                    |
| Жінки    | 65      | 13                 | 40               | 12                   |
| Разом    | 148     | 37                 | 92               | 19                   |